# Arón Canet
Arón Canet, né le 30 septembre 1999 à Corbera est un pilote de vitesse moto espagnol. Il évolue depuis 2020 dans la catégorie Moto2.
De 2016 à 2018, il court dans le team Marc VDS Estrella Galicia 0.0.
Pour la saison 2019, il rejoint le team créé par Massimiliano Biaggi et court sur une KTM.
Depuis 2020, il évolue en Moto2.

## Histoire

### Début
Canet a conduit une moto pour la première fois à l'âge de trois ans. Peu de temps après, il a essayé les karts mais a opté pour les motos. Il a remporté des titres dans diverses compétitions nationales et également dans le championnat de vitesse méditerranéen. En 2013, il accède au Championnat d'Espagne de Vitesse, dans la catégorie Pré-Moto3 dont il est proclamé champion la même année. En 2014, il rejoint la catégorie Moto3 du FIM CEV Repsol, avec l'équipe Promoracing. En 2015, il était troisième de ce même championnat avec l'équipe Estrella Galicia 0,0.

### Moto 3
En 2016, il a fait ses débuts en Championnat du Monde dans la catégorie Moto3, au guidon de la Honda NSF250R d'Estrella Galicia 0.0, son coéquipier était Jorge Navarro. Il a obtenu son premier podium en Australie où il termina à la troisième place et a obtenu sa première pole position dans la course finale à Valence. Il a terminé la saison à la quinzième place avec 76 points.
En 2017, il est resté chez Estrella Galicia 0,0 accompagné cette saison par l'Italien Enea Bastianini. Il remporte sa première victoire au Grand Prix d'Espagne puis il a remporté deux autres victoires une au Grand Prix d'Assen et une au Grand Prix de Grande-Bretagne. Il réalisera aussi deux podiums le premier au Grand Prix du Mans et le second en République tchèque. Il a obtenu deux pole positions au cours de la saison en Amérique et en Allemagne. Il finit la saison troisième avec 199 points.
En 2018, il a poursuivi pour la troisième saison consécutive dans l'Estrella Galicia 0,0, avec son compatriote Alonso Lopez. Au cours de cette saison, il n'a pas pu remporter de victoires ni de pole positions et n'est monté sur le podium que quatre fois au Qatar, Argentine, Pays-Bas et en République tchèque. Cette saison également, il a été contraint de rater le Grand Prix de Thaïlande en raison d'une blessure à la clavicule gauche lors du Grand Prix de Saint-Marin. Il a terminé la saison en sixième position avec 128 points.
En 2019, il rejoint l'équipe Sterilgarda Max Racing Team créé par Max Biaggi, utilisant une KTM RC 250 GP. Il commence la saison en obtenant une pole position au Qatar et en réalisant un podium lors de cette même course.

### Moto 2
Il débute en moto 2 en 2020 sur une moto Speed Up au sein de l'équipe espagnol Aspar Team.
Lors de la saison 2022 alors qu'il rejoint l'écurie Pons Racing, pour des questions de sponsor il doit utiliser le numéro 40 au lieu du 44 habituel, sur les réseaux sociaux il affiche alors 40+4. Il obtient sa première victoire dans la catégorie au Grand Prix du Portugal 2024.

## Le nœud papillon
Depuis le Grand Prix moto d'Italie 2021 Aron Canet a décidé de porter un nœud papillon en bois lors des podiums pour commencer puis dans le paddock également. Dans un article d'un journal espagnol As, il explique qu'il a souvent subi de la discrimination en raison de ses nombreux tatouages, notamment lors de négociations de contrat où certaines équipes refusait de le signer en partie parce qu'il était trop tatoué. En portant un nœud papillon, il veut montrer symboliquement, que ce n'est pas parce qu'on en porte un que l'on devient une meilleure personne. Après le Grand Prix Moto du japon 2022 Aron Canet décide de briser le nœud pour essayer d'enlever le poids des discriminations.
"Le nœud papillon est un message pour certaines personnes à l'intérieur et à l'extérieur du paddock qui m'ont traité de telle ou telle chose d'une manière discriminatoire sans me connaître et pour avoir des tatouages. Vous n'êtes pas une meilleure ou une pire personne pour avoir des tatouages. Certains me considéraient comme un voyou ou un meurtrier pour avoir tatoué mon corps, alors qu'en réalité je suis le même garçon que quand j'avais 16 ans et que je ne les portais pas [...]. Ce que je veux préciser, c'est pas parce que vous avez des tatouages, que vous êtes une moins bonne ou mauvaise personne, loin de là. Vous êtes la même personne et vous avez toujours la même vitesse, ce qui a été démontré après sept podiums, trois pôles et plusieurs tours rapides. Nous allons casser le nœud papillon."

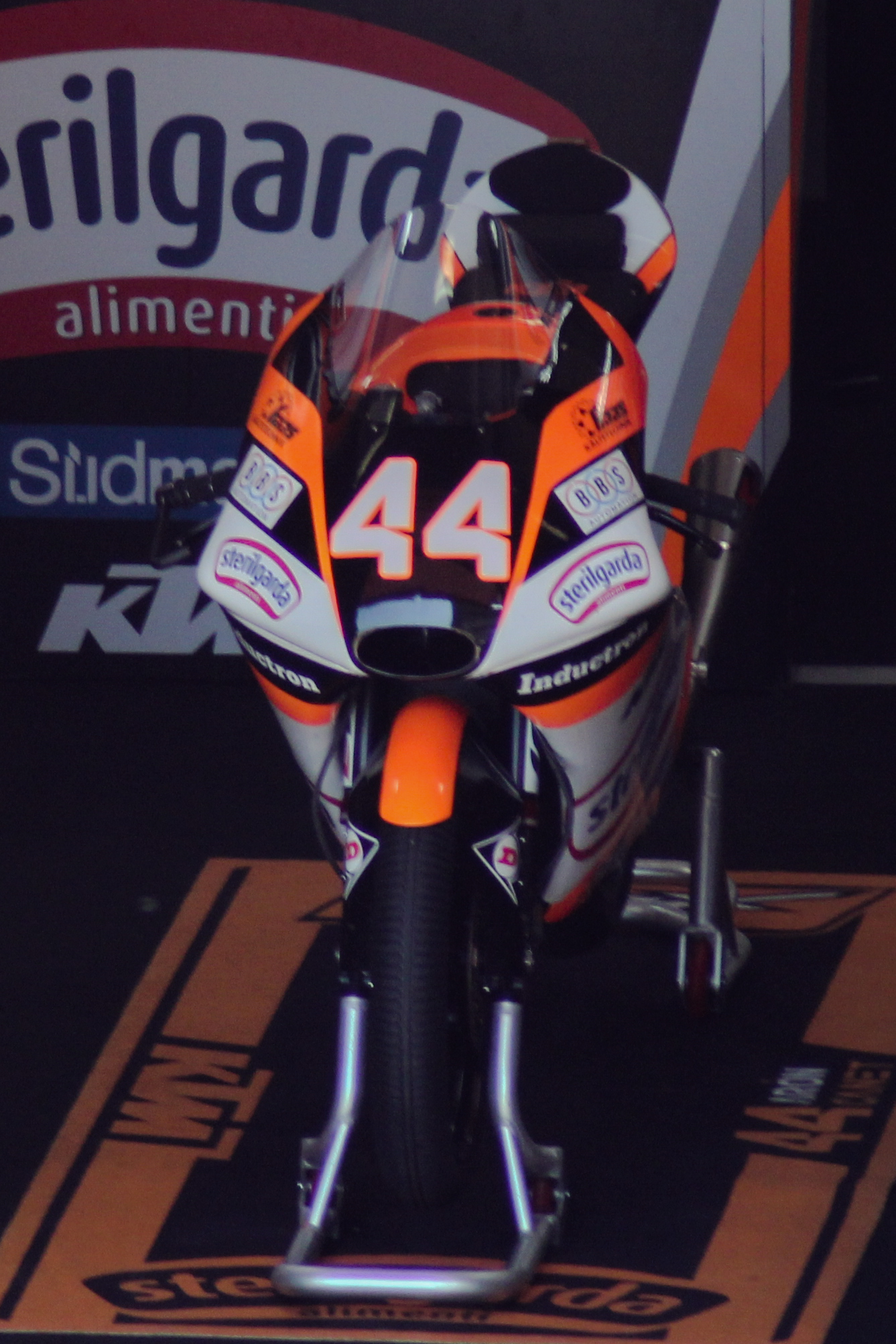
La Moto D'Aron Canet lors du Grand Prix de Catalogne 2019

## Résultats en Grand Prix

### Statistiques par saison
(Mise à jour après le  Grand Prix moto d'Indonésie 2024)
| Sais  | Cat.  | Moto       | Course | Vict | Pod | Pole | M.tour | Pts  | Class   |
| ----- | ----- | ---------- | ------ | ---- | --- | ---- | ------ | ---- | ------- |
| 2016  | Moto3 | Honda      | 18     | 0    | 1   | 1    | 2      | 76   | 15e     |
| 2017  | Moto3 | Honda      | 18     | 3    | 5   | 2    | 3      | 199  | 3e      |
| 2018  | Moto3 | Honda      | 17     | 0    | 4   | 0    | 4      | 128  | 6e      |
| 2019  | Moto3 | KTM        | 19     | 3    | 7   | 2    | 0      | 200  | 2e      |
| 2020  | Moto2 | Speed Up   | 12     | 0    | 0   | 1    | 0      | 67   | 11e     |
| 2021  | Moto2 | Boscoscuro | 18     | 0    | 5   | 0    | 0      | 164  | 6e      |
| 2022  | Moto2 | Kalex      | 19     | 0    | 8   | 3    | 2      | 200  | 3e      |
| 2023  | Moto2 | Kalex      | 19     | 0    | 7   | 3    | 0      | 195  | 5e      |
| 2024  | Moto2 | Kalex      | 13     | 4    | 5   | 3    | 4      | 234  | 2e      |
| 2025* | Moto2 | Kalex      | 3      | 0    | 1   | 0    | 0      | 33   | *       |
| Total |       |            | 153    | 10   | 44  | 15   | 15     | 1340 | 0 Titre |

*Saison en cours

### Statistiques par catégorie
(Mise à jour après le  Grand Prix moto d'Indonésie 2024)
| Catégorie | Année     | 1er GP   | 1er Podium | 1re Victoire | Courses | Victoires | Podiums | Pole | M.tours¹ | Points | Titres |
| --------- | --------- | -------- | ---------- | ------------ | ------- | --------- | ------- | ---- | -------- | ------ | ------ |
| Moto3     | 2016-2019 | QAT 2016 | AUS 2016   | ESP 2017     | 72      | 6         | 17      | 5    | 9        | 603    | 0      |
| Moto2     | 2020-     | QAT 2020 | POR 2021   | POR 2024     | 81      | 2         | 23      | 10   | 6        | 737    | 0      |
| Total     | 2015-     |          |            |              | 153     | 8         | 41      | 15   | 15       | 1340   | 0      |

### Résultats détaillés
| Sais | Cat   | Moto       | 1      | 2       | 3       | 4       | 5       | 6       | 7       | 8       | 9       | 10      | 11      | 12      | 13      | 14      | 15      | 16      | 17      | 18      | 19      | 20      | 21  | 22  | Clas | Pts |
| ---- | ----- | ---------- | ------ | ------- | ------- | ------- | ------- | ------- | ------- | ------- | ------- | ------- | ------- | ------- | ------- | ------- | ------- | ------- | ------- | ------- | ------- | ------- | --- | --- | ---- | --- |
| 2016 | Moto3 | Honda      | QAT 15 | ARG Ab. | AME 7   | SPA Ab. | FRA 4   | ITA Ab. | CAT 6   | NED Ab. | GER 15  | AUT 21  | CZE Ab. | GBR 8   | RSM 7   | ARA 7   | JAP Ab. | AUS 3   | MAL Ab. | VAL 19  |         |         |     |     | 15e  | 76  |
| 2017 | Moto3 | Honda      | QAT 4  | ARG 11  | AME Ab. | SPA 1   | FRA 2   | ITA 5   | CAT 5   | NED 1   | GER Ab. | CZE 3   | AUT 5   | GBR 1   | RSM Ab. | ARA 5   | JAP 5   | AUS NC  | MAL 8   | VAL 9   |         |         |     |     | 3e   | 199 |
| 2018 | Moto3 | Honda      | QAT 2  | ARG 2   | AME 8   | SPA Ab. | FRA 8   | ITA 11  | CAT Ab. | NED 2   | GER 5   | CZE 2   | AUT 10  | GBR C   | RSM Ab. | ARA Ab. | THA     | JAP Ab. | AUS 6   | MAL Ab. | VAL Ab. |         |     |     | 6e   | 128 |
| 2019 | Moto3 | KTM        | QAT 3  | ARG 12  | AME 1   | SPA 4   | FRA 3   | ITA 7   | CAT 2   | NED 12  | GER 3   | CZE 1   | AUT 10  | GBR 13  | RSM Ab. | ARA 1   | THA NC  | JPN Ab. | AUS Ab. | MAL 8   | VAL 6   |         |     |     | 2e   | 200 |
| 2020 | Moto2 | Speed Up   | QAT 8  | SPA 5   | AND 5   | CZE 10  | AUT 9   | STY Ab. | RSM 9   | EMR 13  | CAT 8   | FRA INJ | ARA INJ | TER INJ | EUR 11  | VAL Ab. | POR 15  |         |         |         |         |         |     |     | 14e  | 67  |
| 2021 | Moto2 | Boscoscuro | QAT 13 | DOH Ab. | POR 2   | SPA 9   | FRA Ab. | ITA 11  | CAT 14  | GER 2   | NED Ab. | STY 2   | AUT 8   | GBR 7   | ARA 5   | RSM 3   | AME 11  | EMR 3   | ALG 4   | VAL 5   |         |         |     |     | 6e   | 164 |
| 2022 | Moto2 | Kalex      | QAT 2  | IND 3   | ARG 4   | AME Ab. | POR Ab. | ESP 2   | FRA 2   | ITA Ab. | CAT 2   | GER 9   | NED DNS | GBR 5   | AUT 6   | RSM 2   | ARA 2   | JAP Ab. | THA 3‡  | AUS 9   | MAL 8   | VAL Ab. |     |     | 3e   | 200 |
| 2023 | Moto2 | Kalex      | POR 2  | ARG 4   | AME 8   | ESP 5   | FRA DNS | ITA 4   | ALL Ab. | NED 5   | GBR 2   | AUT Ab. | CAT 2   | RSM Ab. | IND Ab. | JPN 8   | IND 2   | AUS 2   | THA 11  | MAL Ab. | QAT 3   | VAL 2   |     |     | 5e   | 195 |
| 2024 | Moto2 | Kalex      | QAT 10 | POR 1   | AME 9   | ESP DNS | FRA 6   | CAT Ab. | ITA 6   | NED Ab. | GER Ab. | GBR 2   | AUT 4   | ARA Ab. | RSM 2   | EMI 2   | IND 1   | JPN 16  | AUS 2   | THA 1   | MAL 8   | SLD 1   |     |     | 2e   | 234 |
| 2025 | Moto2 | Kalex      | THA 2  | ARG 4   | AME 4   | QAT     | ESP     | FRA     | GBR     | ARA     | ITA     | NED     | ALL     | TCH     | AUT     | HON     | CAT     | RSM     | JPN     | IND     | AUS     | MAL     | POR | VAL | 2e*  | 46* |

‡ La moitié des points est attribuée quand moins des deux tiers de la distance a été parcourue (mais au moins trois tours complets).

*Saison en cours

## Palmarès

### Victoires en Moto3: 6
| Année | Lieu du Grand Prix                    | Circuit                    | Ville                |
| ----- | ------------------------------------- | -------------------------- | -------------------- |
| 2017  | Grand Prix moto d'Espagne             | Circuit permanent de Jerez | Jerez de la Frontera |
| 2017  | Grand Prix moto des Pays-Bas          | TT Circuit Assen           | Assen                |
| 2017  | Grand Prix moto de Grande-Bretagne    | Circuit de Silverstone     | Silverstone          |
| 2019  | Grand Prix moto des Amériques         | Circuit des Amériques      | Elroy                |
| 2019  | Grand Prix moto de République tchèque | Circuit de Masaryk         | Brno                 |
| 2019  | Grand Prix moto d'Aragon              | Circuit Motorland Aragon   | Alcañiz              |

### Victoires en Moto2: 2
| Année | Lieu du Grand Prix          | Circuit              | Ville    |
| ----- | --------------------------- | -------------------- | -------- |
| 2024  | Grand Prix moto du Portugal | Circuit de Portimão  | Portimão |
| 2024  | Grand Prix moto d'Indonésie | Circuit de Mandalika | Lombok   |